# Sherkole
Sherkole är ett distrikt i Etiopien.   Det ligger i zonen Asosa och regionen Benishangul-Gumuz, i den västra delen av landet, 500 km väster om huvudstaden Addis Abeba.